# Hamlet
A tragédia de Hamlet, príncipe da Dinamarca (The Tragedie of Hamlet, Prince of Denmarke na primeira edição em inglês), geralmente abreviada apenas como Hamlet, é uma tragédia de William Shakespeare, escrita entre 1599 e 1601. A peça, passada na Dinamarca, reconta a história de como o Príncipe Hamlet tenta vingar a morte de seu pai, Hamlet, o rei, executado por Cláudio, seu irmão, que o envenenou e em seguida tomou o trono casando-se com a rainha. A peça traça um mapa do curso de vida na loucura real e na loucura fingida — do sofrimento opressivo à raiva fervorosa — e explora temas como a traição, vingança, incesto, corrupção e moralidade.
Apesar da enorme investigação que se faz acerca do texto, o ano exato em que Shakespeare o escreveu permanece em debate. Três primeiras versões da peça sobreviveram aos nossos dias: essas são conhecidas como o Primeiro Quarto (Q1), o Segundo Quarto (Q2) e o First Folio (F1). Cada uma dessas possui linhas ou mesmo cenas que estão ausentes nas outras. Acredita-se que Shakespeare escreveu Hamlet baseado na lenda de Amleto, preservada no século XIII pelo cronista Saxão Gramático em seu Feitos dos Danos e, mais tarde, retomada por François de Belleforest no século XVI, e numa suposta peça do teatro isabelino conhecida hoje como Ur-Hamlet.
Dada a estrutura dramática e a profundidade de caracterização, Hamlet pode ser analisada, interpretada e debatida por diversas perspectivas. Por exemplo, os estudiosos têm-se intrigado ao longo dos séculos sobre a hesitação de Hamlet em matar seu tio. Alguns encaram o ato como uma técnica de prolongar a ação do enredo, mas outros o veem como o resultado da pressão exercida pelas complexas questões éticas e filosóficas que cercam o assassinato a sangue-frio, resultado de uma vingança calculada e de um desejo frustrado. Mais recentemente, críticos psicanalíticos têm examinado o elemento da mente inconsciente de Hamlet, enquanto críticos feministas reavaliam e reabilitam o caráter de personagens como Ofélia e Gertrudes.
Hamlet é a peça mais longa de Shakespeare, e provavelmente a que mais trabalho lhe deu, mas encontrou nos tempos um espaço que a consagrou como uma das mais poderosas e influentes tragédias em língua inglesa: durante o tempo de vida de Shakespeare, a peça estava entre uma das mais populares da Inglaterra e ainda figura entre os textos mais realizados do mundo, no topo, inclusive, da lista da Royal Shakespeare Company desde 1879. Escrita para o Lord Chamberlain's Men, calcula-se que sobre Hamlet já se escreveram cerca de 80 000 volumes, muitos deles certamente são obras de grandes nomes que foram influenciados pela tragédia shakespeariana, como Machado, Goethe, Dickens e Joyce, além de ser considerada por muitos críticos e artistas de todo o planeta como uma obra rica, aberta, universal e muitas vezes perfeita.

## Sinopse
O protagonista de Hamlet é o Príncipe Hamlet da Dinamarca, filho do recentemente morto Rei Hamlet e sobrinho do Rei Cláudio, irmão e sucessor de seu pai. Após a morte do Rei Hamlet, Cláudio casa-se apressadamente com a então viúva Gertrudes, mãe do príncipe. No cenário histórico, a Dinamarca está em disputa com a vizinha Noruega, e existe a expectativa de uma suposta invasão liderada pelo príncipe norueguês Fórtinbras.

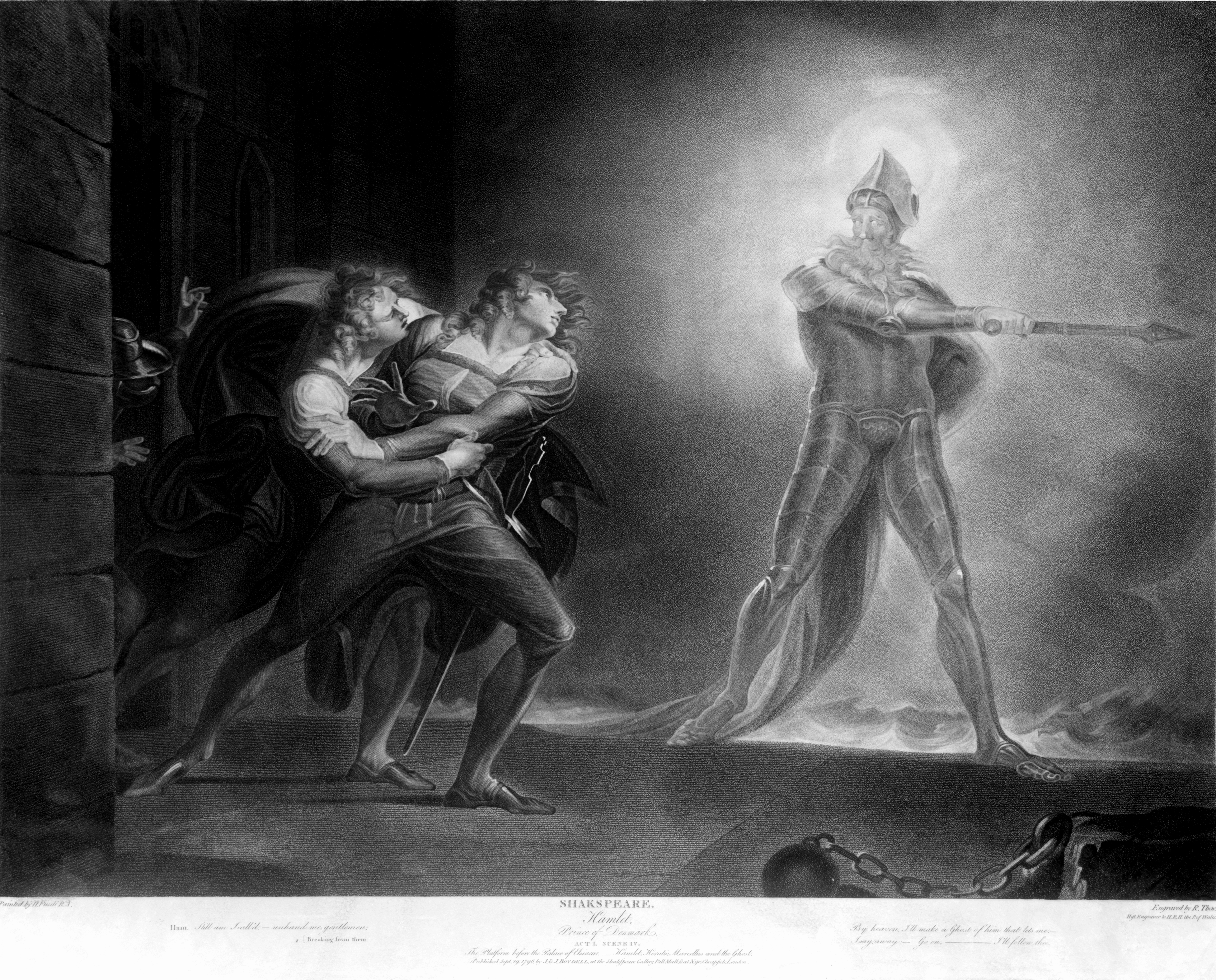
Horácio, Hamlet, e o Fantasma (Artista: Henry Fuseli, 1798).

A peça abre numa noite fria no Castelo de Elsinore, o Castelo Real Dinamarquês. Os sentinelas tentam convencer Horácio, amigo do Príncipe Hamlet, que eles têm visto o fantasma do rei morto, quando ele aparece novamente. Depois do encontro de Horácio com o Fantasma, Hamlet resolve vê-lo com seus próprios olhos. À noite, o Fantasma aparece para Hamlet. O espectro diz a Hamlet que é o espírito de seu pai morto, e revela que Cláudio o matou com um frasco de veneno, despejando o líquido em seu ouvido. O Fantasma pede que Hamlet vingue sua morte; Hamlet concorda, com pena do espectro, decidindo fingir-se de louco para não levantar suspeitas. Ele, contudo, duvida da personalidade do fantasma. Ocupados com os assuntos de Estado, Cláudio e Gertrudes tentam evitar a invasão de Fórtinbras. Um tanto preocupados com o comportamento solitário e errático de Hamlet, acrescido de seu luto profundo diante da morte do pai, eles convidam dois amigos do príncipe - Rosencrantz e Guildenstern - para descobrirem a causa da mudança de comportamento de Hamlet. Hamlet recebe os companheiros calorosamente, todavia logo discerne que eles estão contra ele.
Polônio é o conselheiro-chefe de Cláudio; seu filho, Laertes, está indo de viagem à França, enquanto sua irmã, Ofélia é cortejada por Hamlet. Nem Polônio nem Laertes acreditam que Hamlet nutra desejos sinceros com Ofélia, e ambos alertam para ela esquecê-lo. Pouco depois, Ofélia fica alarmada pelo comportamento estranho de Hamlet e confessa ao pai que o príncipe irá ter com ela num dos aposentos do castelo, mas olha fixamente para ela e nada se diz. Polônio assume que o "êxtase do amor" é o responsável pela loucura de Hamlet, e informa isso a Cláudio e Gertrudes. Mais tarde, Hamlet discute com Ofélia e insiste para que ela vá "a um convento".

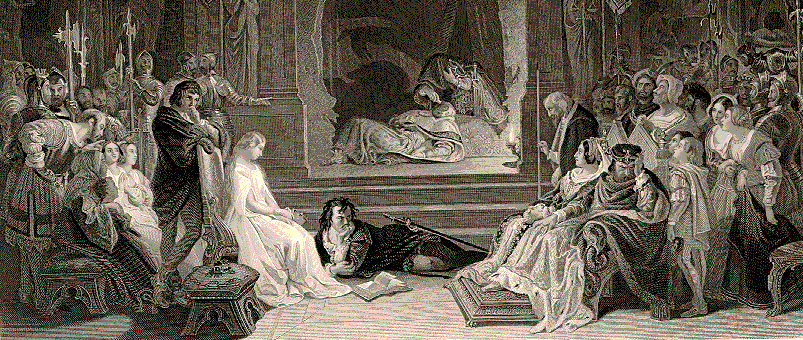
O desmascaramento de Cláudio é atingido através de um recurso singular: o teatro no teatro. (Artista: Maclise.)

Hamlet continua sem saber se o espírito lhe contou a verdade, mas a chegada de uma trupe artística em Elsinore apresenta-se como uma solução para a dúvida. Ele vai montar uma peça, encenando o assassinato do pai - assim como o espectro lhe relatou - e determinar, com a ajuda de Horácio, a culpa ou a inocência de Cláudio, estudando sua reação. Toda a corte é convocada para assistir ao espetáculo; Hamlet fornece comentários durante toda a encenação. Quando a cena do assassinato é realizada, Cláudio, "muito pálido, ergue-se cambaleante", ato que Hamlet interpreta como prova de sua culpabilidade. O rei, temendo pela própria vida, bane Hamlet à Inglaterra em um pretexto, vigiado por Rosencrantz e Guildenstern, com uma carta que manda o portador ser assassinado.
Gertrudes, "em grandíssima aflição de espírito", chama o filho em sua câmara e pede uma explicação sensata sobre a conduta que resultou no mal-estar do rei. Durante o caminho, Hamlet encontra-se com Cláudio rezando, distraído. Hamlet hesita em matá-lo, pois raciocina que enviaria o rei ao céu, por ele estar orando. No quarto da rainha, mãe e filho têm um debate fervoroso. Polônio, que espia tudo por detrás das cortinas, denuncia-se ao fazer um barulho; Hamlet, acreditando ser Cláudio, dá uma estocada através do arrás e descobre Polônio morto. O Fantasma aparece, dizendo que Hamlet deve acolher sua mãe suavemente, embora volte a pedir vingança.

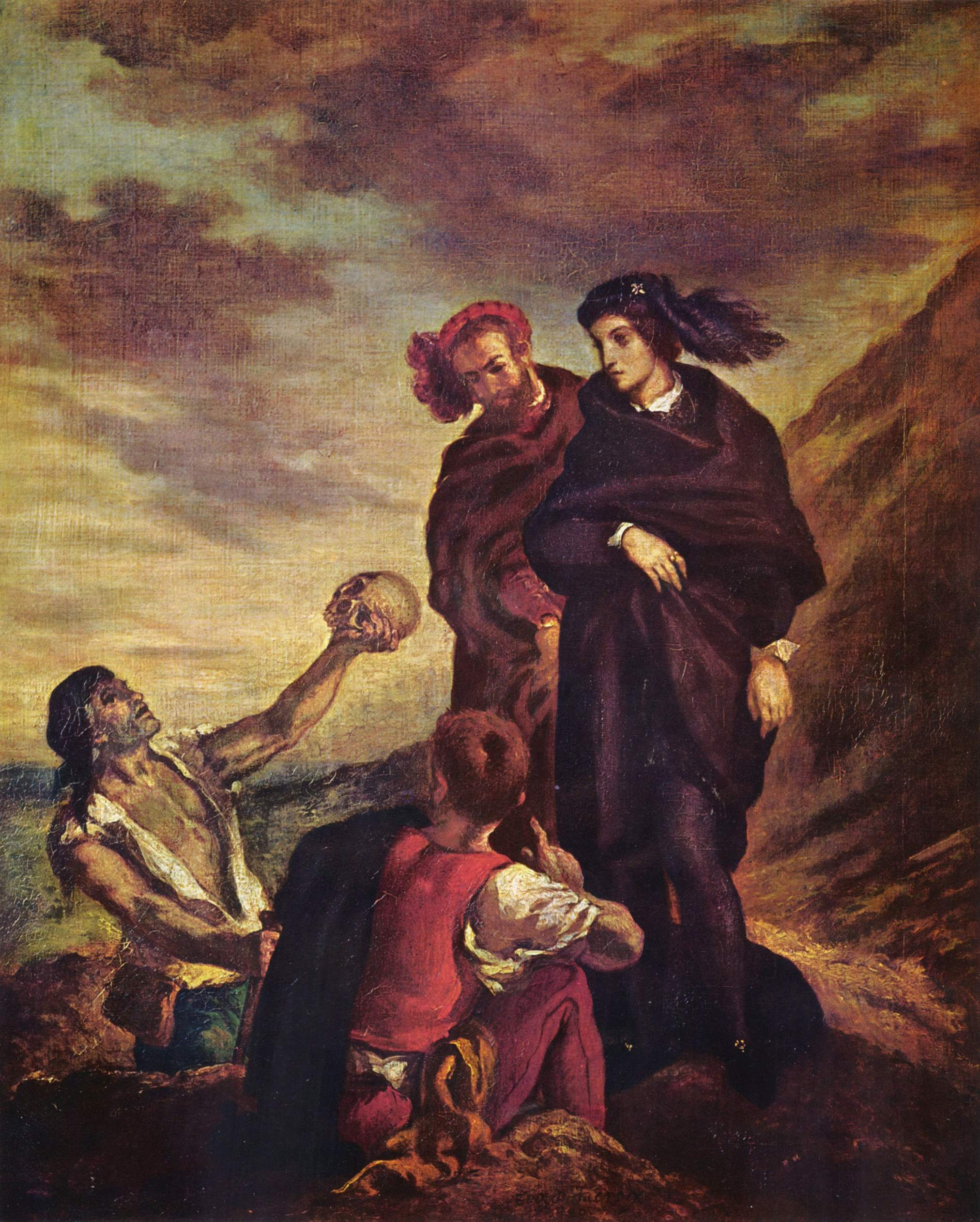
Hamlet e Horácio com os dois rústicos. (Artista: Eugène Delacroix.)

Demente em luto pela morte do pai, Ofélia caminha por Elsinore cantando libertinagens. Laertes retorna da França enfurecido pela morte do pai e melancólico pela loucura da irmã. Cláudio convence Laertes de que Hamlet é o único responsável pelo acontecido; e é então que chega a notícia de que o príncipe voltou à Dinamarca porque seu barco foi atacado por piratas no caminho da Inglaterra. Rapidamente Cláudio propõe a Laertes uma luta de espadas entre ele e Hamlet onde o primeiro dos dois utilizará uma espada envenenada, sendo que na ocasião será oferecido ao príncipe uma taça de vinho com veneno, se o "plano A" falhar. Até que Gertrudes interrompe a conversa dizendo que Ofélia afogou-se.
Vemos depois dois rústicos discutindo o aparente suicídio de Ofélia num cemitério, preparando-se para cavar sua sepultura. Hamlet aparece com Horácio e se aproxima de um dos rústicos, que depois segura um crânio que conta ser de Yorick, um bobo da corte que Hamlet conheceu na infância. Quando o cortejo fúnebre de Ofélia aparece liderado por Laertes e Hamlet descobre que o rústico cavava a sepultura da moça, ele e Laertes se investem em luta, na cova, dizendo amar Ofélia, mas o conflito é separado pelos demais.

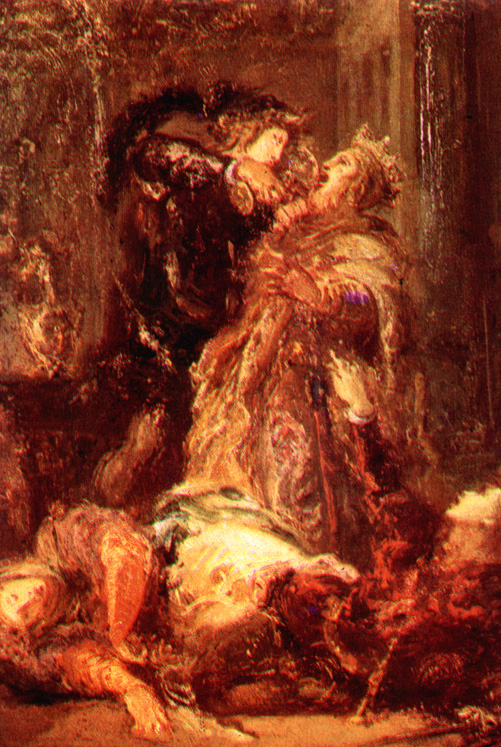
Gustave Moreau retrata o momento em que Hamlet vinga-se de seu pai envenenando o tio e pondo fim à peça

No regresso a Elsinore, Hamlet conta a Horácio como escapou do destino mortal que foi entregue a Rosencrantz e Guildenstern. Interrompendo a conversa, Orisco aparece para convidar o príncipe a um combate de armas brancas proposto pelo rei. Quando o exército de Fórtinbras cerca Elsinore, a competição começa e ambos os cavalheiros tomam posição. O rei, como planejou anteriormente, separa a taça envenenada e deposita dentro do líquido uma pérola, oferecendo-a a Hamlet, que deixa a bebida para depois. Hamlet vence o primeiro e o segundo assalto, e a rainha toma a taça envenenada, "bebendo a sua sorte".
Enquanto a mãe enxuga a face do filho, Laertes decide feri-lo com a arma envenenada. Hamlet, usando sua força, atraca-se com o inimigo e, no corpo-a-corpo, trocam as espadas. Ele penetra profundamente em Laertes o item envenenado. A rainha confessa que morre por conta do veneno, enquanto Laertes revela que o rei é o culpado de toda a infâmia. A rainha morre envenenada.
Hamlet fere o rei com a espada envenenada, mas ele diz estar apenas machucado. Furioso, o sobrinho obriga Cláudio a beber a taça com veneno à força, e o mata, vingando a morte de seu pai. Laertes, morrendo aos poucos, despede-se de Hamlet, ambos perdoam-se. Quando é a vez de Hamlet, Horácio diz que será fiel ao príncipe morrendo junto com ele, mas o primeiro não permite, tombando para trás e dizendo que a eleição cairá certamente em Fórtinbras. Hamlet morre, dizendo "O resto é silêncio". Fórtinbras invade o castelo com seu exército e ordena que "quatro capitães conduzam Hamlet como um soldado, para o catafalco". Os soldados carregam o corpo do príncipe; soa a marcha fúnebre, e, depois, uma salva de canhões.

## Fontes textuais

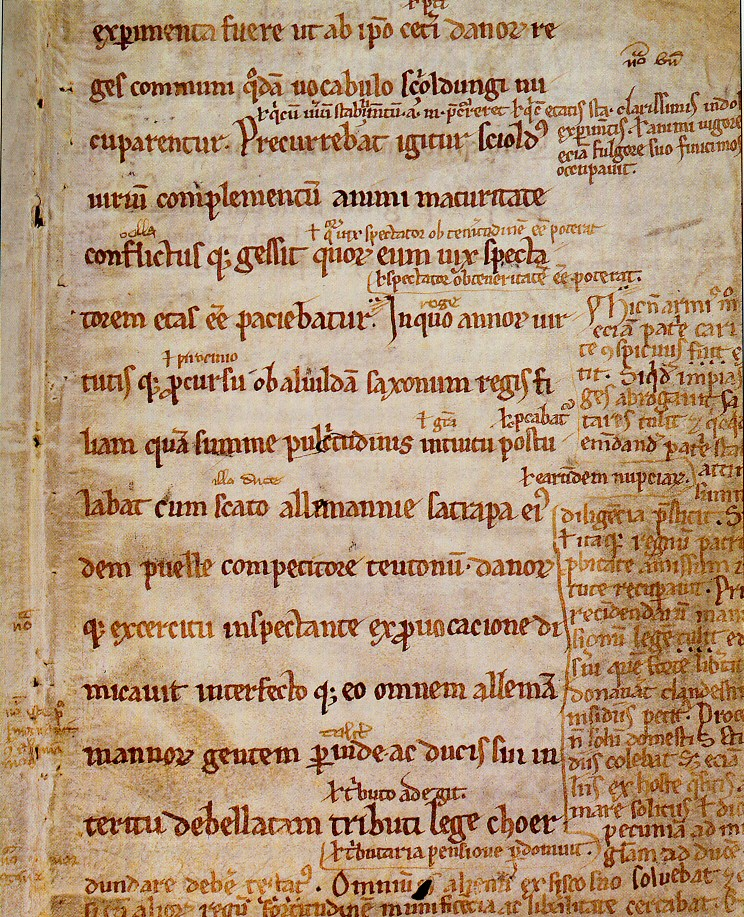
Facsímile de Feitos dos Danos, de Saxão Gramático, que contém a lenda de Amleto

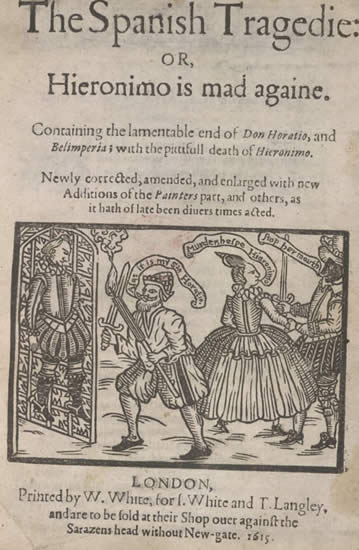
Folha de rosto da peça de Thomas Kyd (que talvez tenha escrito Ur-Hamlet também), The Spanish Tragedy (A Tragédia Espanhola): esta popular tragédia pode ter influenciado o Hamlet de Shakespeare, pois já apresentava elementos como a vingança e o teatro no teatro.

## Data

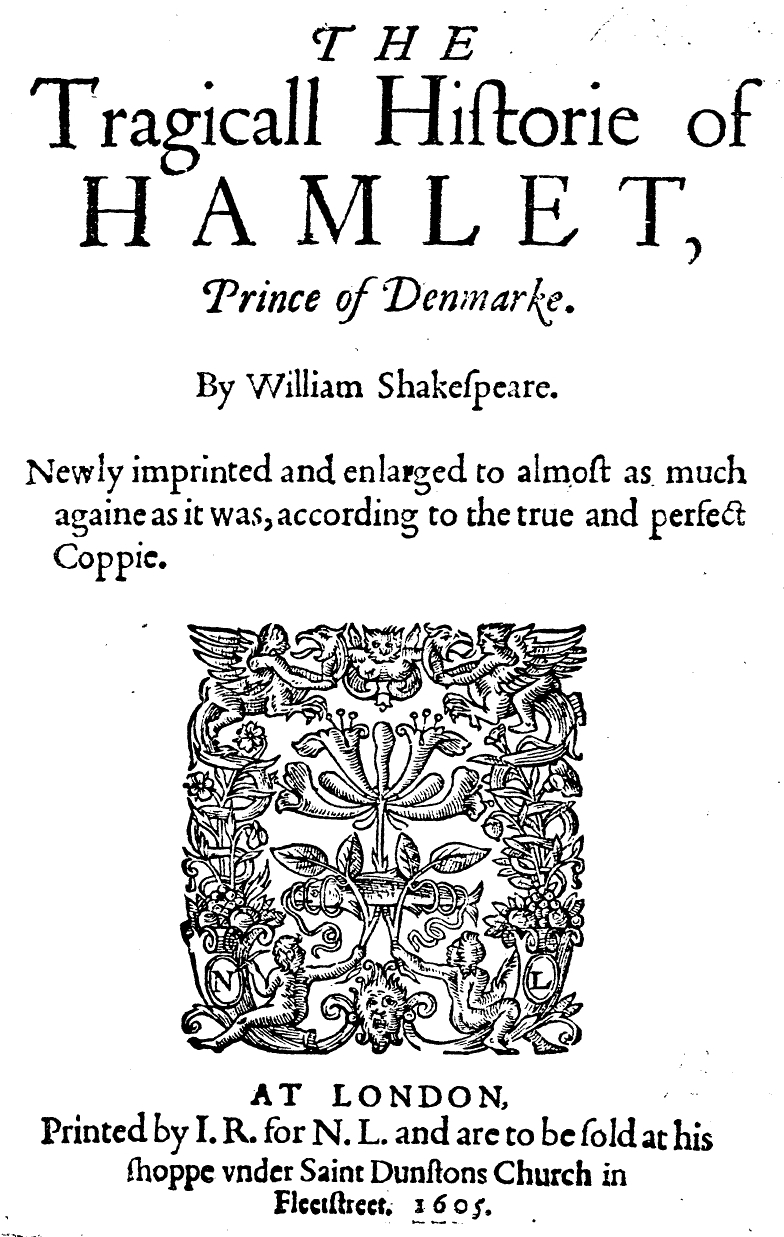
Frontispício da edição de 1605 (Q2) de Hamlet

## Textos

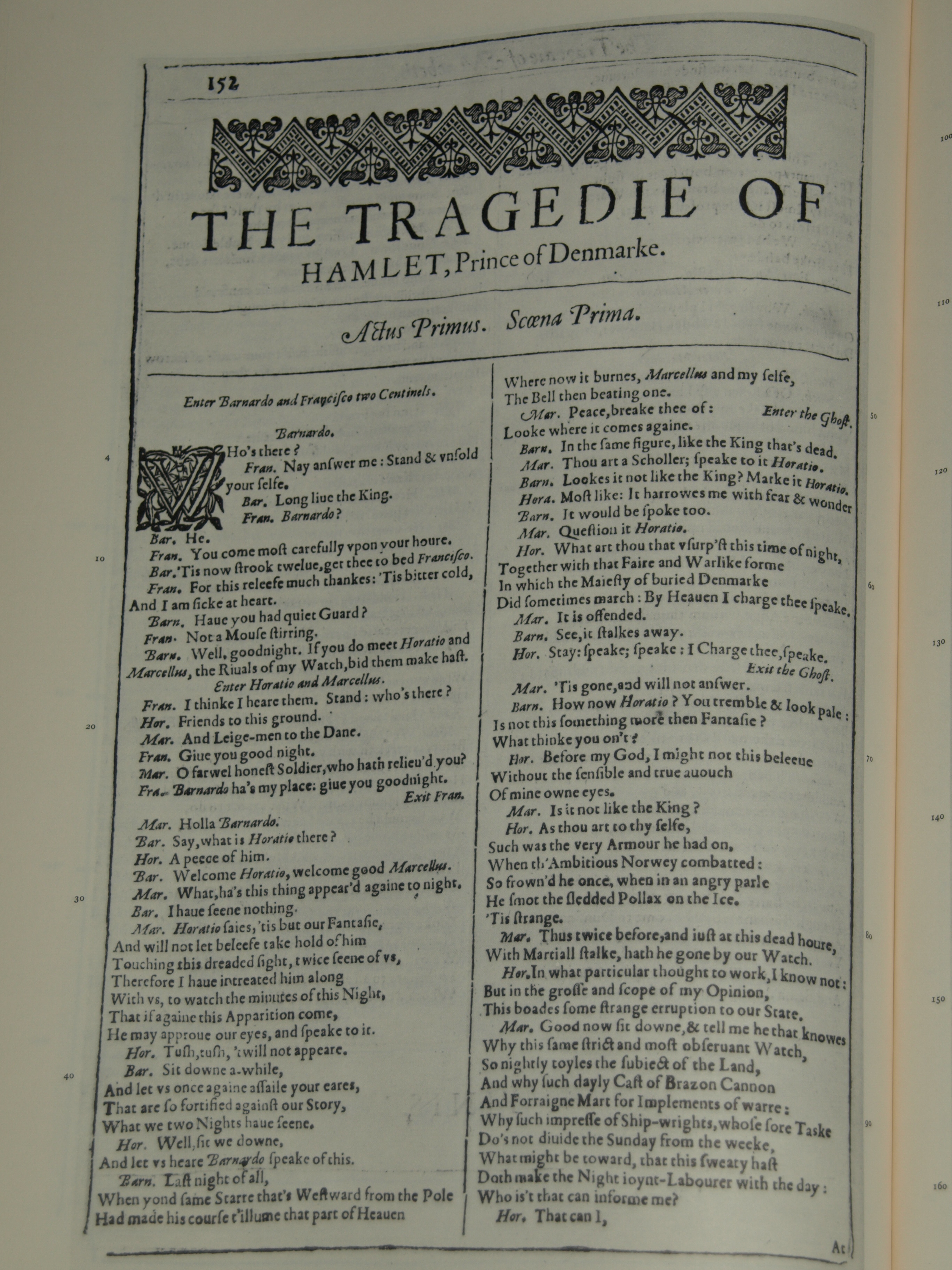
Facsímile da primeira página de Hamlet, no First Folio, publicado em 1623

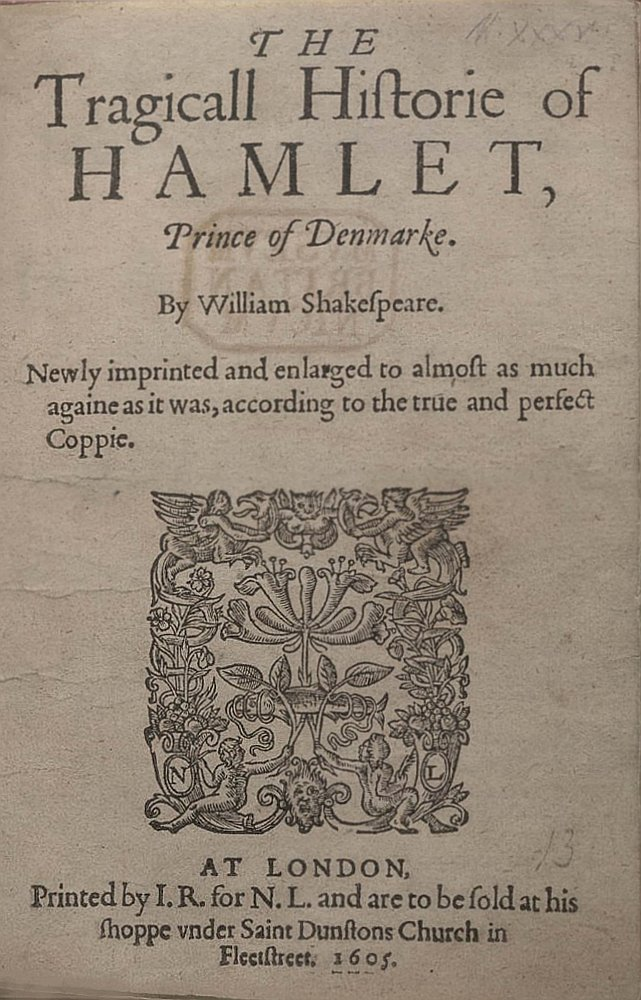
Página-título da impressão de 1605 (conhecida como Q2) de Hamlet

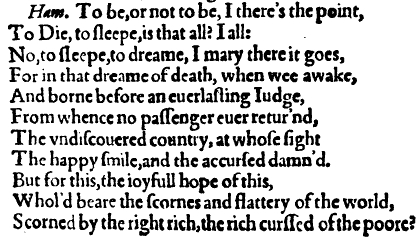
O célebre solilóquio Ser ou não ser, no documento da edição Q1, de 1603.

### Contexto histórico

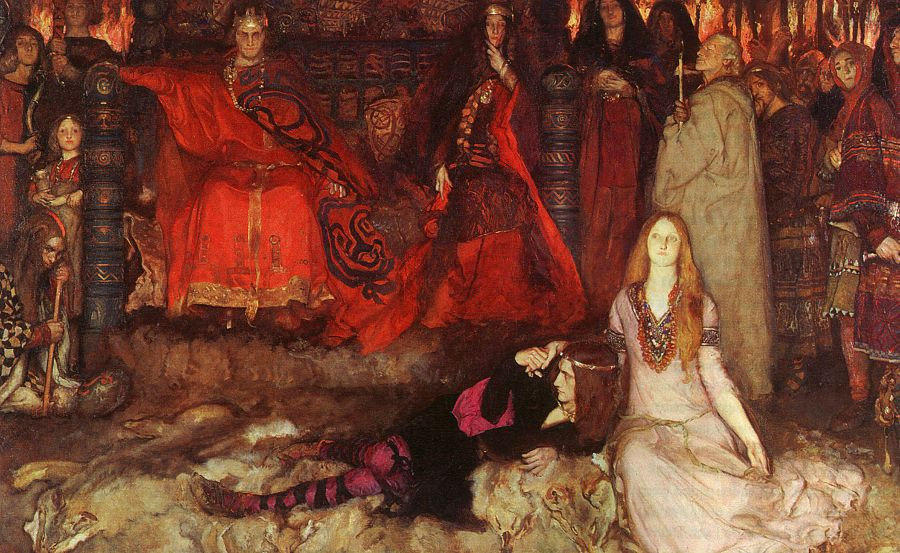
Durante algum tempo, críticos teatrais, como também o público, encararam as personagens de Hamlet como misteriosas, obscuras e, até mesmo, místicas. (Artista:Edwin Abbey)

### Estrutura dramática

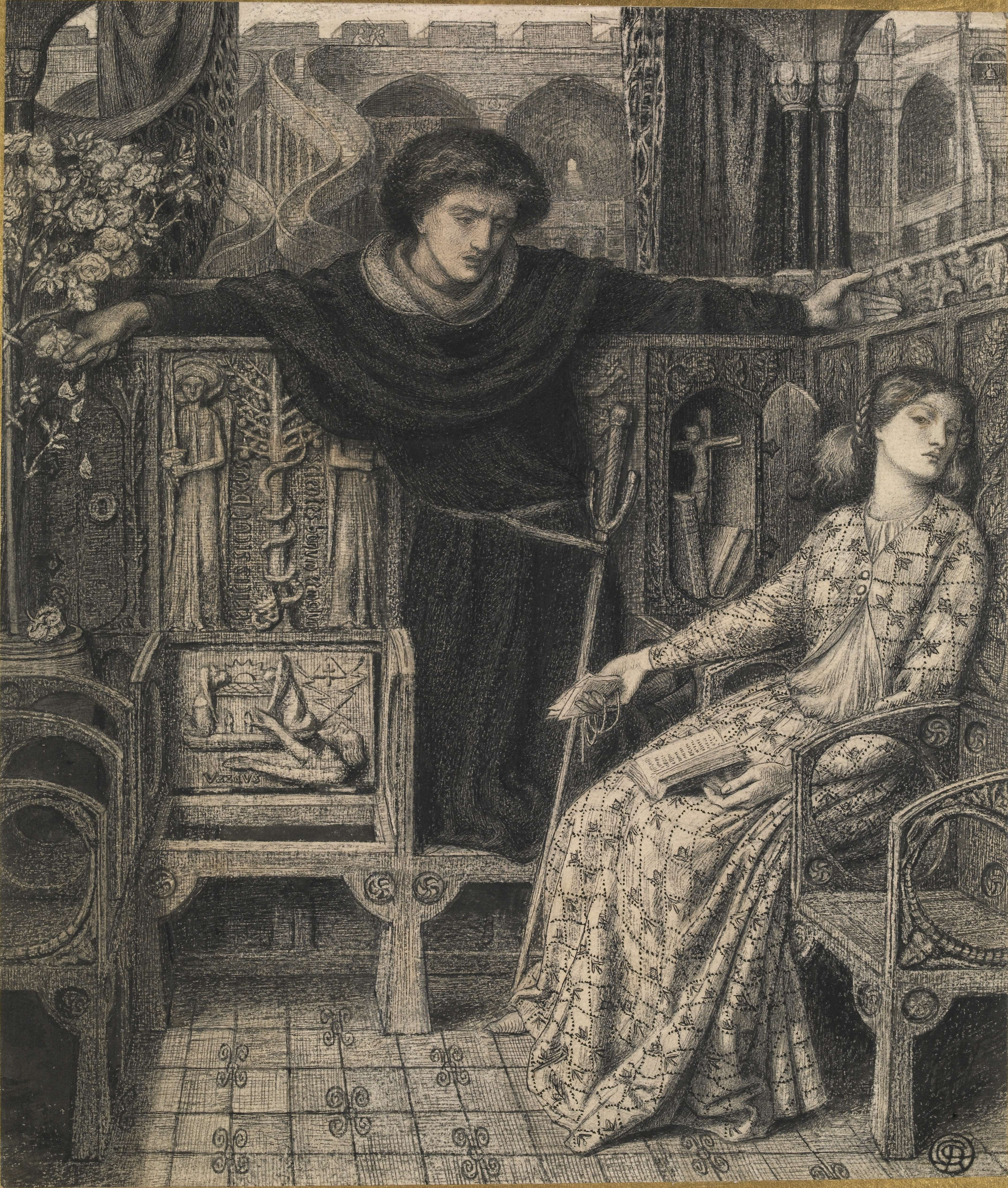
Um dos sub-enredos da obra é o relacionamento de Hamlet com Ofélia, aqui retratados por Dante Gabriel Rossetti, 1858.

### Linguagem

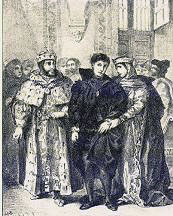
Quando Hamlet declara que a sua roupa escura é o espelho exterior do seu interior melancólico em luto, ele demonstra uma forte habilidade da retórica. Neste desenho de 1834 de uma série especialmente de Hamlet, Eugène Delacroix retrata o Ato I, cena ii, quando a rainha tenta consolar Hamlet.

### Religião

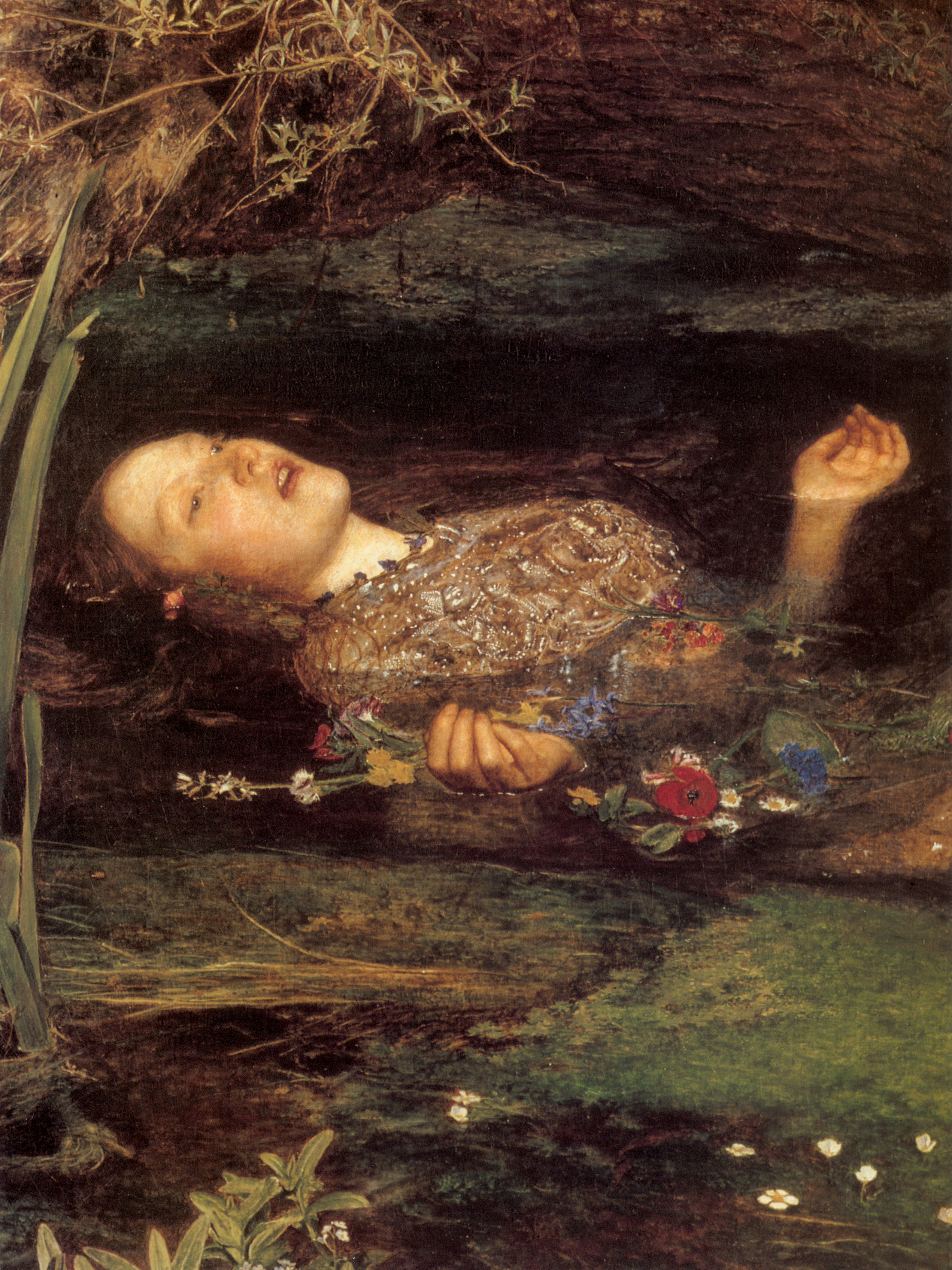
A misteriosa morte de Ofélia (Detalhe de Millais, 1852): abre-se um tema religioso quando os coveiros discutem se ela merece enterro cristão por ter se suicidado.

### Filosofia

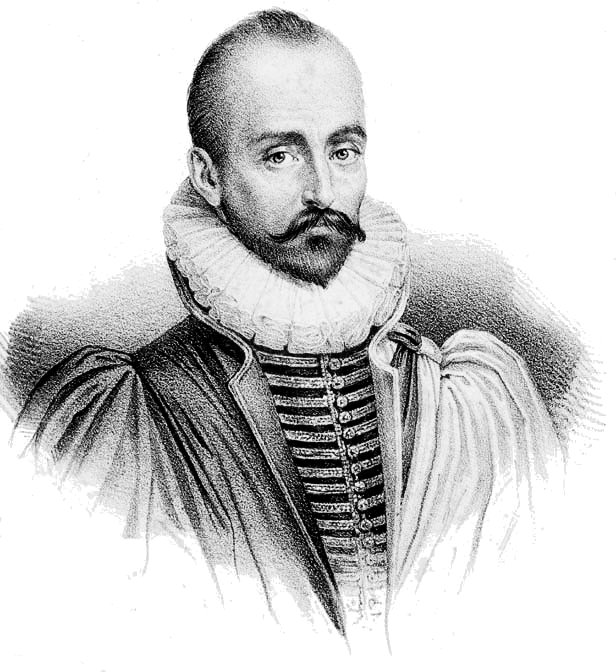
As ideias filosóficas em Hamlet talvez possuam conexões com alguns conceitos do francês Montaigne, contemporâneo de Shakespeare.

### Política

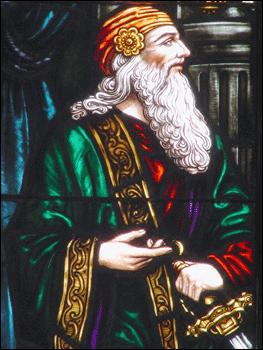
Desenho de Polônio num vitral: o primeiro-ministro de Hamlet poderia ser uma sátira a William Cecil